# Gulhalli, Aland
Gulhalli là một làng thuộc tehsil Aland, huyện Gulbarga, bang Karnataka, Ấn Độ.